# Treculia obovoidea
Treculia obovoidea là một loài thực vật có hoa trong họ Moraceae. Loài này được N.E.Br. miêu tả khoa học đầu tiên năm 1894.